# Edificio Il Triangolo
Il Triangolo è un edificio residenziale situato in via G. Gentile, 854 a, b, c, 918, nel quartiere Le Fornaci, a Pistoia.

## Storia
All'inizio degli anni ottanta, l'amministrazione dello IACP (Istituto Autonomo Case Popolari) avvia, sotto il controllo del comune di Pistoia, la realizzazione di un piano Peep (Piano di edilizia economica e popolare) nella zona detta delle "Fornaci",nella prima periferia a nord-est del centro storico di Pistoia, priva di elementi qualificanti dal punto di vista paesaggistico e insediativo.
Nell'intento di ottenere un risultato qualitativamente migliore rispetto alle precedenti realizzazioni cittadine di edilizia economica e popolare, lo Iacp propone una progettazione che coinvolga anche le imprese e l'utenza, mediante gruppi di progettazione coordinati da un professionista qualificato, il quale dovrà anche predisporre la variante al programma planivolumetrico elaborato dall'Istituto e già approvato dal comune.
Viene prescelto l'architetto Leonardo Savioli che, in collaborazione con gli architetti Alberto Breschi, Rolando Buti, Danilo Santi, Walter Saraceni, redige la variante al piano, approvata dal comune nel 1981.
L'incarico al gruppo di Savioli diviene esecutivo con delibera dello Iacp del 20 luglio 1981.
Gli edifici che compongono il nuovo quartiere sono identificati con i nomi di "Nastro", "Triangolo", "Torri", "Certosa". Il gruppo di Savioli progetta il "Triangolo" e la "Certosa". In particolare, del "Triangolo" si occupano Savioli, Santi e Saraceni. La concessione del Comune è dell'11 ottobre 1982.
I lavori al "Triangolo" iniziano il 15 aprile 1982, vengono diretti dall'ing. Biagini dell'Ufficio tecnico dello Iacp di Pistoia, con la codirezione artistica del gruppo dei progettisti. Ditta esecutrice è la Cooperativa muratori e sterratori e affini di Montecatini Terme.
A un mese dall'avvio del cantiere, l'11 maggio 1982, Leonardo Savioli muore. L'opera viene portata avanti dai suoi collaboratori.
Una lunga sospensione, dal 4 febbraio 1985 al 19 maggio 1986, è causata dal ritardo da parte del comune nell'esecuzione delle opere di urbanizzazione. I lavori vengono conclusi il 31 luglio 1986.
In corso di esecuzione occorre portare modifiche alla struttura dell'edificio, per adeguarla a quanto previsto dalla nuova legge antisismica, alternando setti ai pilastri e irrobustendo le fondazioni mediante pali, con conseguente aumento dei costi. Inoltre, per ragioni economiche, la scalinata, che costituiva la copertura della parte superiore del triangolo ed è ben visibile nei plastici dell'edificio, deve essere eliminata.
Notevoli sono i disagi denunciati dagli abitanti dei circa cinquantacinque appartamenti, determinati soprattutto dal clima interno degli ambienti e dal degrado materico.

## La critica
Dopo la presentazione del progetto e durante la realizzazione si svolge un vivace dibattito sulla stampa locale e sui quotidiani regionali, stimolato dall'aspetto inconsueto e avveniristico dell'insediamento. L'opera raccoglie pareri non sempre benevoli. Savioli la illustra dalle pagine della rivista Edilizia Popolare, mentre su quelle de L'architettura. Cronache e storia Donti sottolinea il merito di «...aver cercato di conferire identità alla caotica e anonima periferia e al paesaggio urbano di Pistoia» e si augura che possa trattarsi di un «...discorso protensivo capace di stimolare una serie di reazioni a catena per rinnovare tutta la città». Ricordato da Tafuri nella sua Storia dell'architettura italiana 1944-1985, l'insediamento de Le Fornaci viene considerato da Marco Dezzi Bardeschi, nel disegno preparatorio, «...un metaforico ed inedito paesaggio pietrificato»; secondo Dezzi Bardeschi, Savioli «...con questa sua opera postuma conclude una riflessione che viene da lontano. Questa unità di abitazione esaspera l'ascesa dei percorsi per i tetti dello stesso Belvedere o dell'edificio Incis di Sorgane». Più recentemente, è stata oggetto di dibattito l'opera dei continuatori del progetto di Savioli.
All'epoca della progettazione, nel 1982, Leonardo Savioli (1982) esprime la propria intenzione di «individuare un nuovo tipo di vita nella strutturazione del quartiere; il quale non vuole essere un quartiere cosiddetto "popolare" come oggi si usa qualificare tale tipo di edilizia in senso quasi dequalificante e classico, bensì intende essere una struttura cittadina nuova e dignitosa». In questo senso, prese le distanze dalla tradizione ottocentesca dell'isolato, la progettazione si svolge per assi e nodi, riproducendo uno schema urbano, con percorsi gerarchizzati, piazze, giardini e luoghi comunitari.
Nell'ideazione degli edifici vengono preferite forme geometriche pure che alludono e simboleggiano elementi del paesaggio e della città storica. Nascono così quegli edifici che vengono definiti il "Triangolo"-monte, il "Nastro"-fiume, la "Certosa", le "mura", l'"isola".
Dell'edificio a forma di triangolo, scrive ancora Savioli (1982): «...è il complesso più alto, ma che scende poi rapidamente verso terra. è attraversato da un percorso collettivo dal quale si gode la più bella visuale del quartiere di strutture anonime, di case tutte uguali bensì di complessi che hanno ciascuno una loro caratteristica come avveniva nella città del passato».

## Architettura
La scomparsa di Savioli nella fase iniziale della realizzazione pesa certamente sulla concretizzazione di un'idea progettuale tanto ardita: il "Triangolo" risulta caratterizzato da un'estrema povertà materica e da scarsa cura del particolare. Le cortine murarie, in cemento armato a vista, sono solcate, nella parte basamentale, da finestre a nastro che, nel triangolo sovrastante, divengono aperture più rade, con cornici aggettanti. Il quinto piano è interamente destinato a "spazio pubblico", ovvero a quel "percorso collettivo" cui accenna Savioli nel suo scritto. La metratura dell'appartamento standard è piuttosto ridotta (75 m²) e in molti alloggi sono state modificate le finiture per iniziativa degli abitanti. Una parte del piano terreno è occupato da un asilo nido, secondo quanto previsto già nel progetto.